# François de Cuvilliés de Jonge
François de Cuvilliés de Jonge was een Duitse architect. Hij was de zoon van François de Cuvilliés de Oudere en werd geboren te München op 24 oktober 1731. Hij overleed in zijn geboortestad op 10 januari 1777, nauwelijks 46 jaar oud.

## Biografie
Cuvilliés werd in eerste instantie opgeleid door zijn vader. Naderhand studeerde hij architectuur aan de Koninklijke Academie van Parijs.

Op 25-jarige leeftijd vervaardigde hij een reeks gravures gebaseerd op tekeningen gemaakt door zijn vader.
Cuvilliés bleef voor zijn ouder werken, tot aan diens overlijden in 1768.
Na vaders dood werd Cuvilliés aan het Duitse hof aangesteld als « adjunct eerste bouwmeester ».

Hij was een aanhanger van de late rococo-stijl en nadien van het vroege classicisme.

Het door hem gepubliceerde handboek met als titel «Vitruve Bavarois» over het werk van een Romeinse architect uit de 1-ste eeuw (Marcus Vitruvius Pollio), diende als studieboek voor vele kunstenaars van verscheidene disciplines.

## Œuvre
- 1769: Oud gebouw van de stadswacht aan de Marienplatz (München)
- 1771-1777: Parochiekerk te Zell an der Pram (Opper-Oostenrijk)
- 1771-1780: Kerk en klooster te Asbach-Bäumenheim (Beieren)
- 1774: Zogenaamde  "Nieuw Plattelandsgebouw" (Neues Landschaftsgebäude) aan de Roßmarkt te München

## Illustraties

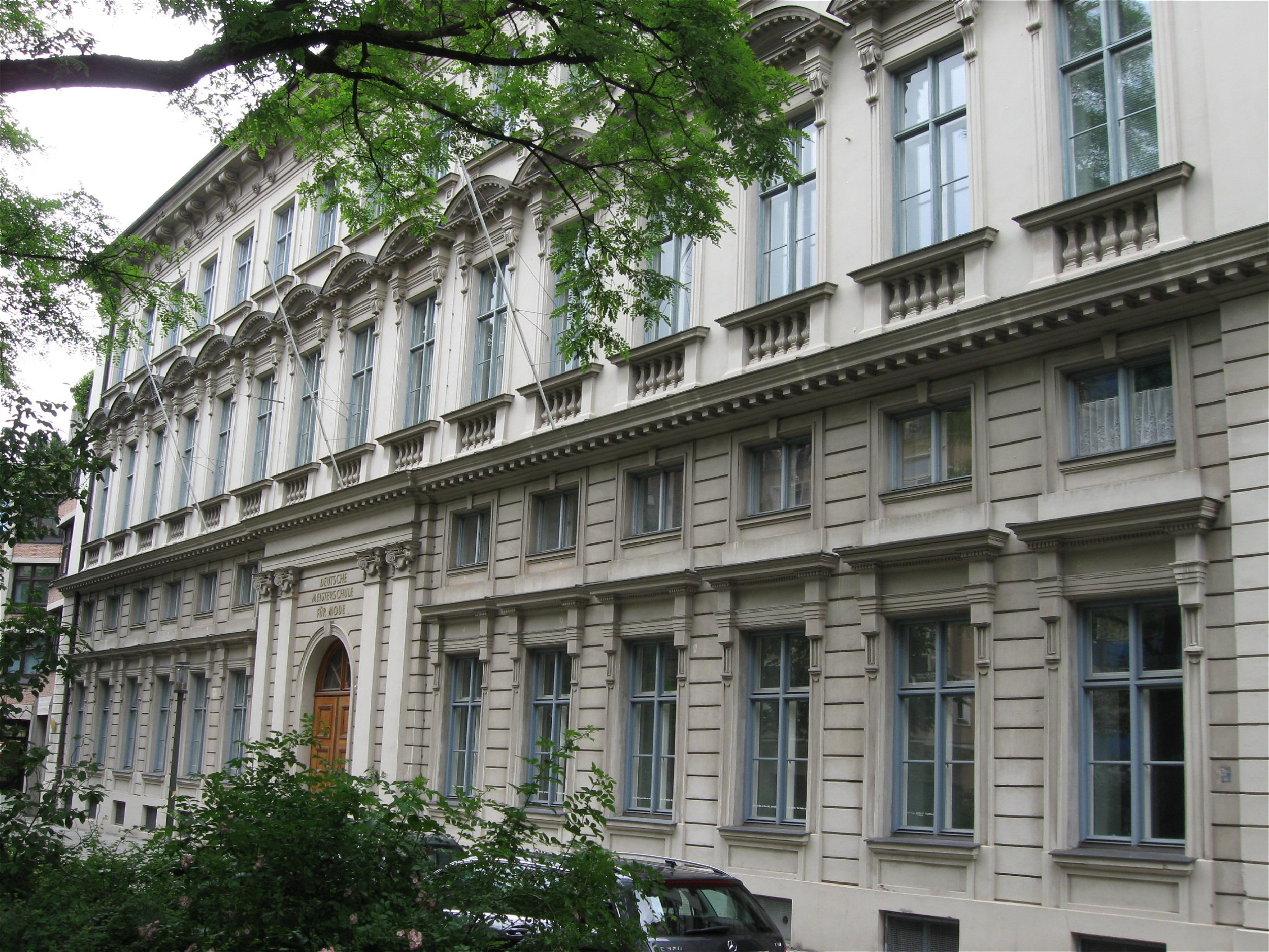
"Nieuw Plattelandsgebouw" (Neues Landschaftsgebäude) aan de Roßmarkt te München.
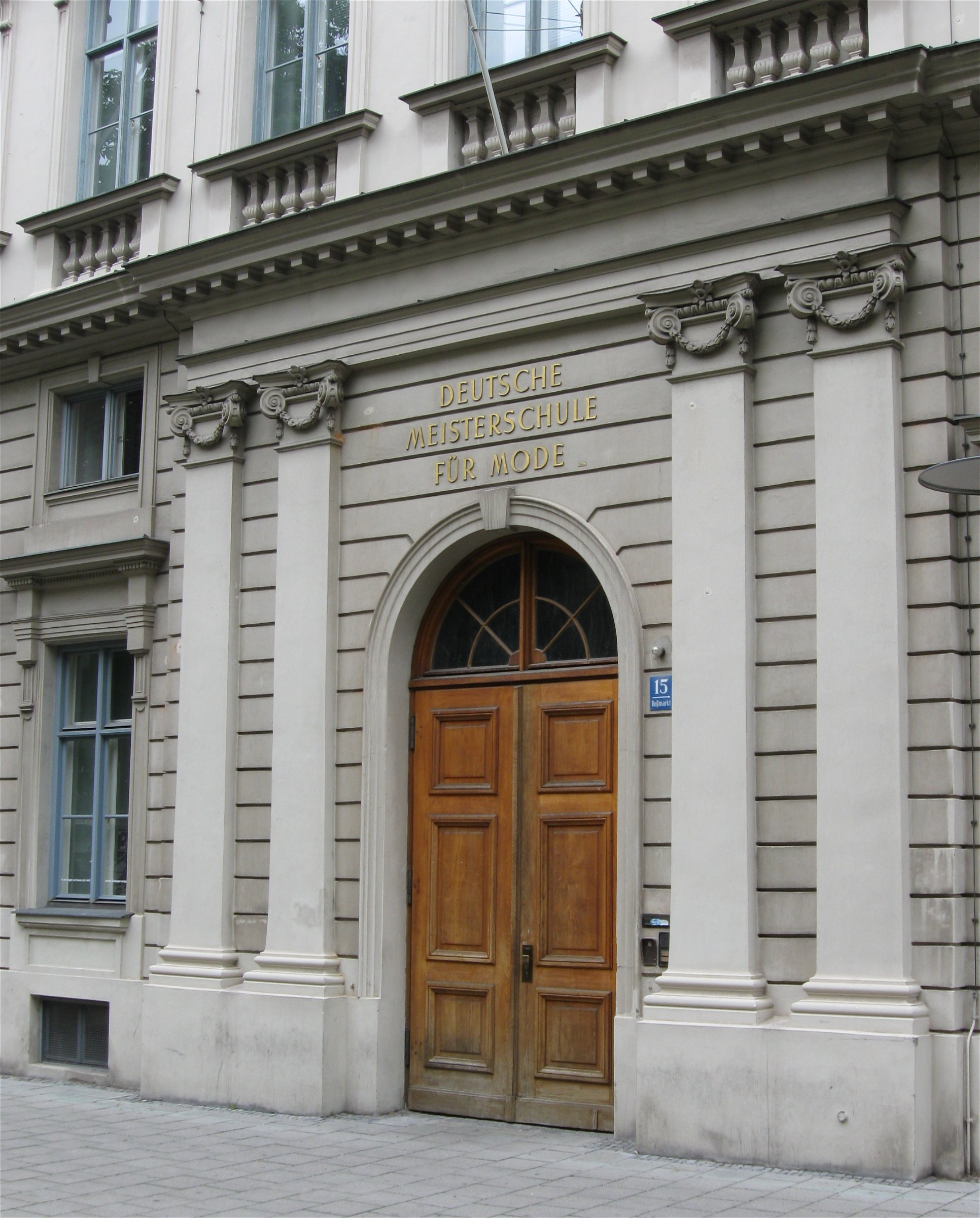
"Nieuw Plattelandsgebouw" (detail) - (Roßmarkt, München).
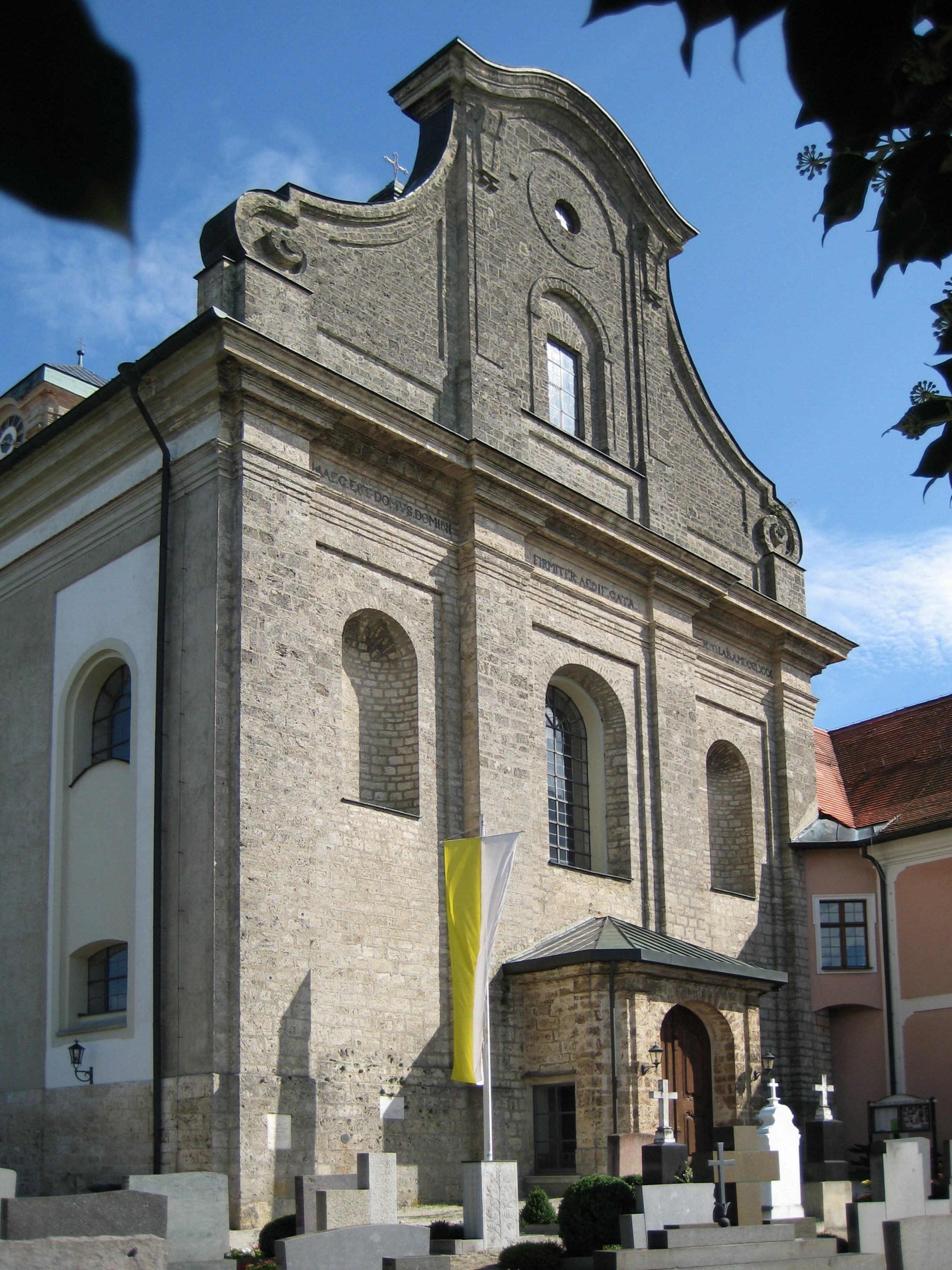
Klooster te Asbach-Bäumenheim (Beieren)

- Bibliothèque nationale de France: cb15366738p (data)
- Gemeinsame Normdatei: 118905481
- International Standard Name Identifier: 0000 0000 6678 3109
- Library of Congress Control Number: no2013073804
- Nationale Bibliotheek van Polen: a0000002174725
- RKD-Nederlands Instituut voor Kunstgeschiedenis: 19487
- Système universitaire de documentation: 244256578
- Union List of Artist Names: 500013655
- Virtual International Authority File: 64806013
- WorldCat: E39PBJdcwV7R7PCfGb4MJqJVYP